# قلعة مافوشاد
قلعة مافوشاد هي القرية الواقعة في أقصى شرق أفغانستان ، بالقرب من الحدود الصينية .   وهي مستوطنة قيرغيزية في ليتل بامير ، شرق بحيرة شقمقتين ، في واخان . نظرًا لموقعها الجغرافي الملائم ، فقد تم اقتراحها كمحطة نهائية لممر السكك الحديدية في المستقبل (الممر 6) لخطة السكك الحديدية الوطنية الأفغانية والتي ستسمح بنقل البضائع عبرها إلى شينجيانغ .